# پنیر آمریکایی

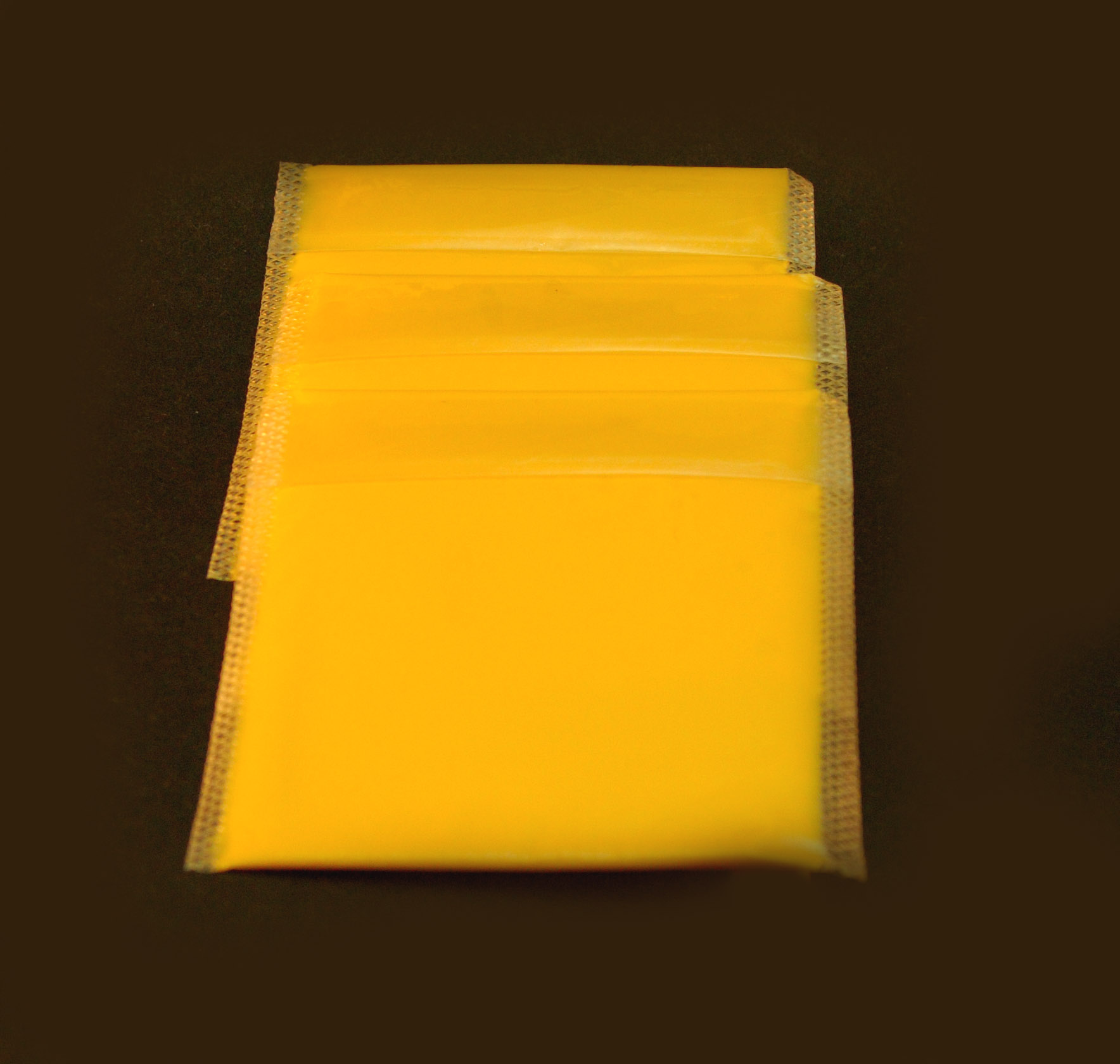
برش بسته‌بندی شده پنیر آمریکایی

پنیر آمریکایی یک نوع پنیر فرآوری شده است که دارای نقطه ذوب پایینی است. می‌تواند رنگ نارنجی، زرد یا سفید داشته باشد. در طعم‌های ملایم، نمکی، کمی شیرین عرضه می‌گردد.
پنیرهای آمریکایی ابتدایی سفید رنگ بوده‌اند چرا که غالباً از مخلوطی از پنیرهایی به دست می‌آمدند (اغلب از پنیر چدار) که اصالتاً سفید رنگ بودند. اما نمونه‌های بعدی آن به خاطر افزودن از آناتو کمی زرد رنگ گردیدند.
امروز پنیر آمریکایی به صورت قانونی حداقل باید از ترکیب حداقل دو پنیر تولید گردد. پنیر آمریکایی نمی‌تواند به‌طور قانونی تحت نام (معتبر) «پنیر» در ایالات متحده به فروش برسد. با این حال مطابق قوانین فدرال چنانچه از ترکیب دو یا تعداد بیش‌تری پنیر تهیه گردد می‌توان آن را تحت عنوان «پنیر پرورده یا پنیر فراوری شده» به فروش رساند.

## یادداشت
1. ↑  "Standards of Identity for Dairy Products". MilkFacts.info. Retrieved February 25, 2013.
2. ↑  "CFR – Code of Federal Regulations Title 21: Sec. 133.169 Pasteurized process cheese". U.S. Food and Drug Administration.